# 代雷布欽
48°45′25″N 28°20′18″E / 48.75694°N 28.33833°E
代雷布欽（羅馬化：Derebchyn）是烏克蘭的村落，位於該國西南部文尼察州，由日梅林卡區負責管轄，始建於1400年，面積46.87平方公里，海拔高度270米，2001年人口2,201，人口密度每平方公里469.6人。